# Artoria lycosimorpha
Artoria lycosimorpha là một loài nhện trong họ Lycosidae.
Loài này thuộc chi Artoria. Artoria lycosimorpha được Embrik Strand miêu tả năm 1909.